# U
U, u là chữ thứ 21 trong phần nhiều chữ cái dựa trên Latinh và là chữ thứ 25 trong chữ cái tiếng Việt.
- Trong bảng mã ASCII dùng ở máy tính, chữ U hoa có giá trị 85 và chữ u thường có giá trị 117.
- Trong hóa sinh học, U là biểu tượng cho uracil.
- Trong Hoá Học, U là ký hiệu cho nguyên tố urani (Uranium Z = 92).
- Trong toán học, U là biểu tượng cho nhóm đơn vị.
- U được gọi là Uniform trong bảng chữ cái âm học NATO.
- Trong bảng chữ cái Hy Lạp, U tương đương với {\displaystyle \Upsilon } và u tương đương với {\displaystyle \upsilon }.
- Trong bảng chữ cái Cyrill, U tương đương với У và u tương đương với у.